# 法三章
法三章（ほうさんしょう）とは前漢建国時における法のこと。

## 概要
『漢書』刑法志によれば、紀元前207年に劉邦が関中に入って秦王朝を滅ぼした際に、秦時代における法家に基づく過酷な法令を廃して、「人を殺した者は死刑、人を傷つけた者と物を盗んだ者はその程度によって罰する」とした「法三章」を定めた。
しかし、法三章では国家運営に支障が出たため、秦の法律の中から時勢にかなったものを選び取って九章律を定めた。
後に、簡素でわかりやすい法律を指す故事成語になった。